# Richard Cumberland (philosophe)
Pour les articles homonymes, voir Richard Cumberland et Cumberland.
Richard Cumberland (1631-1718), moraliste et philosophe anglais, né à Londres.
Il fut longtemps ministre d'une petite paroisse, et devint en 1691 évêque de Peterborough. Il publia en 1672, sous le titre De legibus naturae, un traité où il établit, contre Thomas Hobbes, qu'il y a une morale naturelle, indépendante des conventions des hommes. 
Cet estimable ouvrage a été traduit en français par Jean Barbeyrac, 1744. 
Cumberland a aussi donné :
- un Essai sur les poids et mesures des Juifs, 1686 ;
- une traduction des fragments de Sanchionathon, 1720 ;
- un livre sur l'Origine des plus anciens peuples, 1724.